# Battaglia di Belmont (1861)
La battaglia di Belmont fu combattuta il 7 novembre del 1861 nella Contea di Mississippi nel Missouri; sarà la prima prova di combattimento nella guerra di secessione americana per il Brigadiere generale Ulysses S. Grant, il futuro generale dell'Union Army nonché comandante generale dell'esercito statunitense e presidente degli Stati Uniti d'America dopo il 1868. Si trovò a fronteggiare Leonidas Polk, cugino dell'ex presidente James Knox Polk.
Le truppe di Grant in questo scontro erano il nucleo dell'Armata del Tennessee sotto le insegne dell'Unione. Il 6 di novembre Grant si trasferì in battello dal Cairo nell'Illinois  per attaccare il piccolo avamposto della Confederate States Army posto nei pressi del villaggio di Belmont, attraversando il fiume Mississippi e percorrendo la strada che portava direttamente alla fortezza confederata di Columbus nel Kentucky.
Fatti trasbordare i suoi uomini oltre il confine statale del Missouri marciò in direzione di Belmont. Le truppe invasero a sorpresa il campo avversario riuscendo così a distruggerlo; i fuggitivi superstiti tuttavia si riorganizzarono e vennero rinforzati direttamente da Columbus; poi contrattaccarono sostenuti dal pesante fuoco d'artiglieria proveniente dall'altra parte del fiume. Grant si ritirò quindi sui suoi battelli, conducendo i propri uomini a Paducah.
La battaglia risultò essere relativamente insignificante ma, pur con un minimo successo conseguito da entrambi gli schieramenti, in quel momento ricevette una considerevole attenzione da parte della stampa, con i sostenitori del Sud che ne tesserono le lodi a fronte dei Nordisti che se ne lamentarono amaramente.

## Antefatti
Fin dall'inizio dell'apertura delle ostilità il Kentucky, uno degli Stati cuscinetto nella guerra di secessione americana maggiormente critici in quanto con un governatore pro-confederato ma con un parlamento largamente favorevole all'Unione, dichiarò la sua neutralità tra le parti in conflitto. I pro-Sudisti dello Stato passarono nel Tennessee per potersi arruolare, mentre i Nordisti formarono entro i suoi confini un campo di reclutamento, violando in tal modo la già quantomai precaria neutralità statale.
In risposta il generale confederato Polk trasferì le sue truppe oltre confine il 3 di settembre giungendo ad occupare Columbus, una posizione chiave sui promontori che si affacciano sul Mississippi. Solo 3 giorni dopo Grant s'impadronì di Paducah; egli, al comando del "Distretto Sud-orientale del Missouri", chiese il permesso all'allora comandante del Teatro occidentale John Charles Frémont di poter attaccare Columbus, non ricevendone però alcun ordine di sorta. Nei due mesi seguenti furono condotte solo assai limitate incursioni contro i confederati.
Frémont venne intanto a sapere che gli avversari avevano in programma di rafforzare i loro contingenti nell'Arkansas e il 1° di novembre ordinò a Grant di creare un diversivo a Columbus per tenere bloccati lì i confederati; circa 3 000 uomini sotto la guida del colonnello Richard James Oglesby verranno quindi mandati nel Sud-est del Missouri. Grant apprese che i rinforzi Sudisti si stavano trasferendo nel Missouri per poter intercettare la colonna di Oglesby, inviò quindi altre truppe ordinando a Charles Ferguson Smith di trasferirsi nel Kentucky Sud-occidentale per distrarre i confederati.
Grant scelse di attaccare Belmont, un minuscolo villaggio di sole 3 baracche che faceva da approdo per i traghetti, posto direttamente dall'altra parte del fiume venendo da Columbus. La spedizione contava 3 114 uomini ed era organizzata in 2 brigate guidate da John Alexander McClernand e da Henry Dougherty, due compagnie di cavalleria e una batteria di artiglieria. 

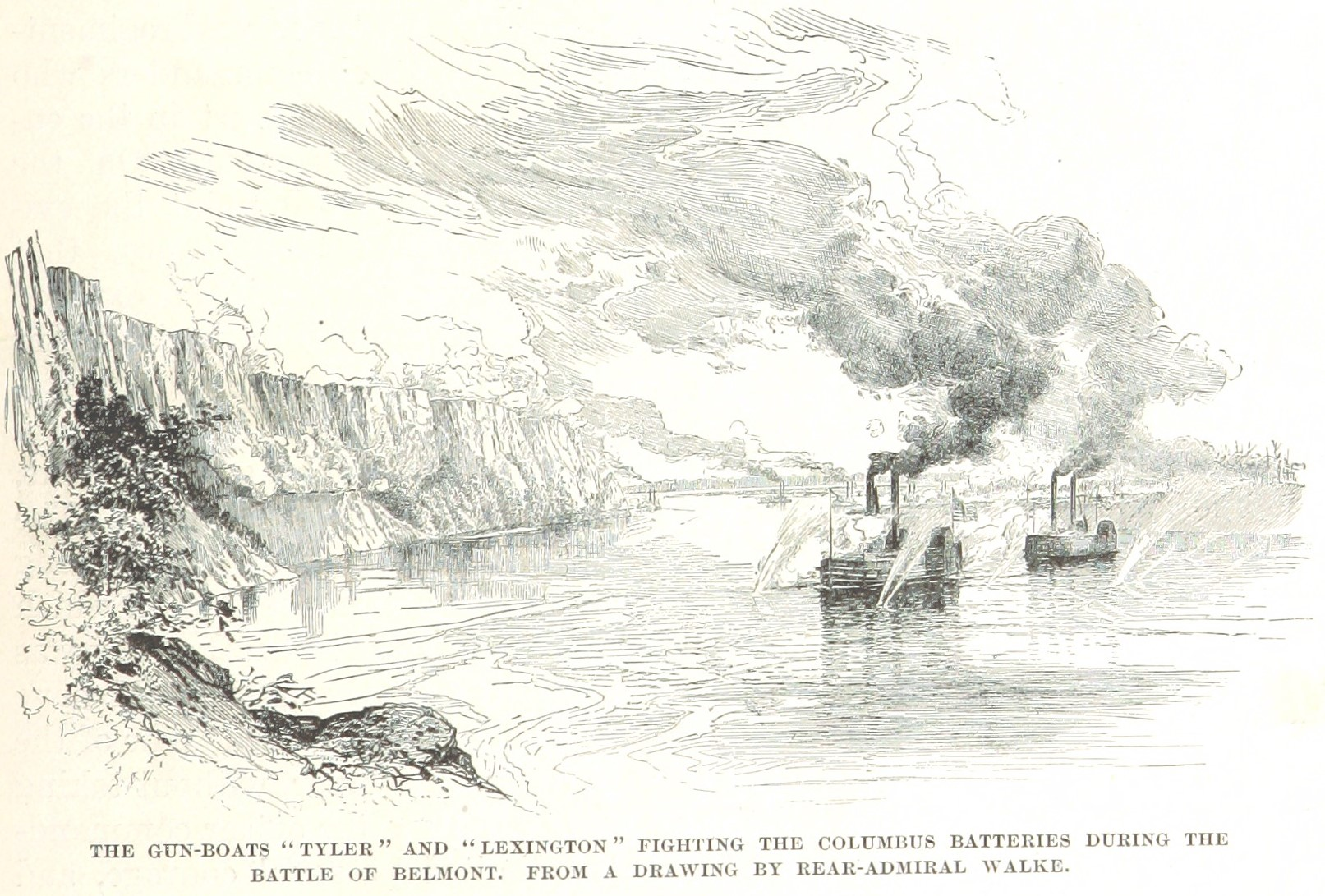
La USS Tyler e la USS Lexington giungono a Belmont.

Il 6 di novembre, scortati dalle cannoniere USS Tyler e USS Lexington, gli uomini di Grant lasciarono Cairo sui piroscafi Aleck Scott, Chancellor, Keystone State, Belle Memphis, James Montgomery e Rob Roy.
Polk poteva contare su 5 000 soldati a guardia di Columbus. Quando venne a conoscenza dei movimenti di Grant presumette che fosse proprio la sua guarnigione ad essere l'obiettivo principale e che Belmont risultasse invece una finta; ordinò pertanto ai 2 700 uomini di Gideon Johnson Pillow di recarsi a Belmont, trattenendo il resto per difendere Columbus.
Quando raggiunse Belmont Grant vi trovò Camp Johnston, un piccolo osservatorio confederato supportato da una batteria di artiglieria; decise quindi di attaccarlo per impedirgli di rafforzare gli schieramenti di Sterling Price e di Meriwether Jeff Thompson della "Guardia di Stato del Missouri" oltre che per proteggere il fianco sinistro di Oglesby.

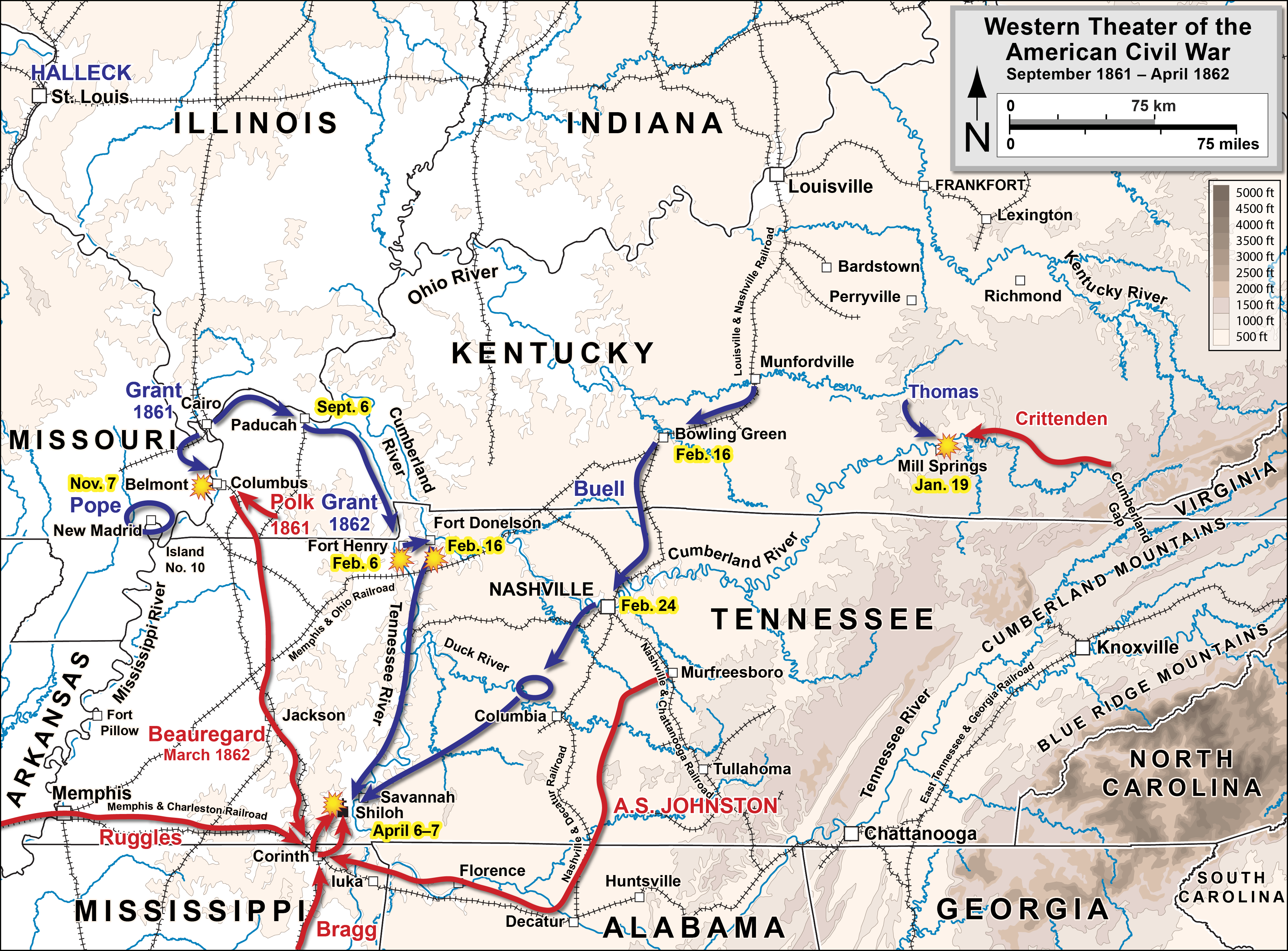
Il Teatro occidentale dal settembre del 1861 all'aprile del 1862 (battaglia di Shiloh).
Confederazione
Unione

     Confederazione
     Unione

## Forze in campo

### Ordine di battaglia unionista
- Comandante Ulysses S. Grant.

Fonte:

#### Comando di spedizione di Grant, distretto del Missouri Sud-ovest
| Brigate                                                          | Reggimenti e Altri |
| ---------------------------------------------------------------- | --- |
| Brigata McClernand Generale di brigata John Alexander McClernand | - "27th Illinois Volunteer Infantry Regiment": Colonnello Napoleon Bonaparte Buford - "30th Illinois Volunteer Infantry Regiment": Colonnello Francis B. Fouke - "31st Illinois Volunteer Infantry Regiment": Colonnello John A. Logan |
| Brigata Dougherty Colonnello Henry Dougherty                     | - "7th Iowa Volunteer Infantry Regiment": Colonnello Jacob Gartner Lauman - "22nd Illinois Volunteer Infantry Regiment":Tenente colonnello Harrison E. Hart                                                                            |
| Cavalleria                                                       | - "Independent Illinois Volunteer Cavalry Companies": Capitano James J. Dollins - "2nd Regiment Illinois Volunteer Cavalry": Tenente James K. Catlin                                                                                   |
| Artiglieria                                                      | - "Battery "B", 1st Regiment Illinois Volunteer Light Artillery": Cpt. Ezra Taylor |
| Cannoniere                                                       | - USS Lexington: Comandante Roger Nelson Stembel - USS Tyler: Comandante Henry A. Walke |
| Piroscafi                                                        | - Aleck Scott: Capitano Robert A. Reilly - Chancellor - Keystone State - Belle Memphis: Capitano Turner, Pilota Charles M. Scott - James Montgomery - Rob Roy                                                                          |

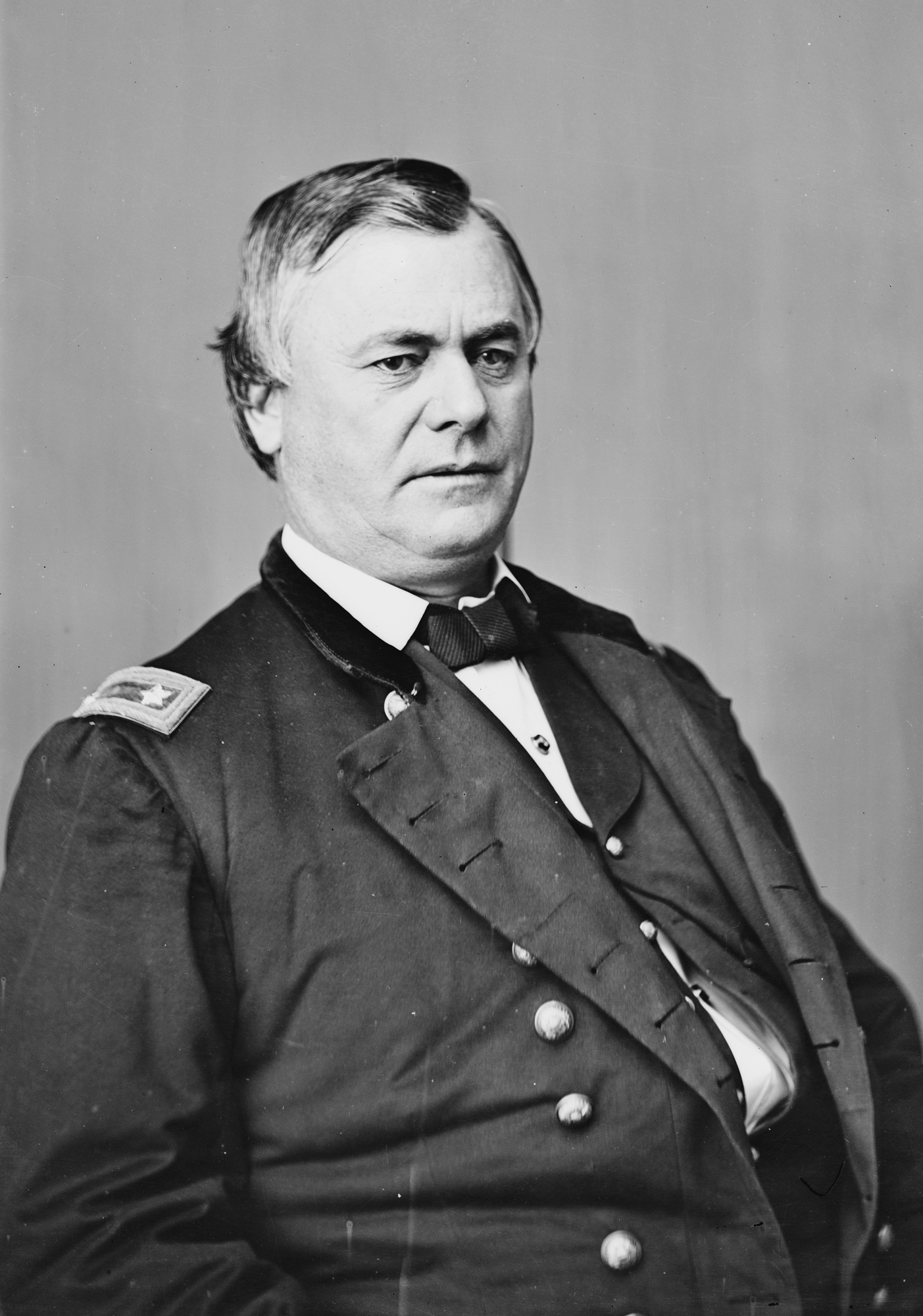
Il Colonnello unionista Richard James Oglesby.

#### Unità soggette al comano di Grant
| Brigate                                                                            | Reggimenti e Altri |
| ---------------------------------------------------------------------------------- | --- |
| Da Bird's Point verso Bloomfield                                                   | - "11th Illinois Volunteer Infantry Regiment" (ferma di 3 anni, 1 battaglione): Colonnello W.H.L. Wallace |
| Brigata Oglesby Colonnello Richard James Oglesby                                   | - "10th Iowa Volunteer Infantry Regiment": Colonnello Nicholas Perczel - "8th Illinois Volunteer Infantry Regiment" (ferma di 3 anni): Tenente colonnello Frank L. Rhoads - "11th Illinois" (1 battaglione): Tenente colonnello Thomas Edwin Greenfield Ransom - "18th Illinois Volunteer Infantry Regiment": Colonnello Michael Kelly Lawler - "29th Illinois Volunteer Infantry Regiment": Colonnello James Reardon |
| Cavalleria                                                                         | - "Langen's (Missouri) MCompany": Tenente Ferdinand Hansen - "Pfaff's (Missouri) Company": Capitano Ernest Pfaff - "1st Regiment Illinois Volunteer Cavalry": Tenente Samuel P. Tufts |
| Artiglieria                                                                        | - "Campbell's Battery" - "Battery "E", 2nd Regiment Illinois Volunteer Light Artillery": Tenente George C. Gumbart |
| Brigata Plummer Colonnello Joseph Bennett Plummer [Da Cape Girardeau a Bloomfield] | - "11th Missouri Volunteer Infantry": Colonnello Joseph B. Plummer - "17th Illinois Volunteer Infantry Regiment": Colonnello Leonard Fulton Ross |
| Da Cape Girardeau a Charleston                                                     | - "20th Illinois Volunteer Infantry Regiment": Colonnello Charles Carroll Marsh |
| Brigata Cook Colonnello John Pope Cook [ Da Fort Holt, Kentucky a Columbus]        | - "7th Illinois Volunteer Infantry Regiment": Colonnello John Cook - "28th Illinois Volunteer Infantry Regiment" |

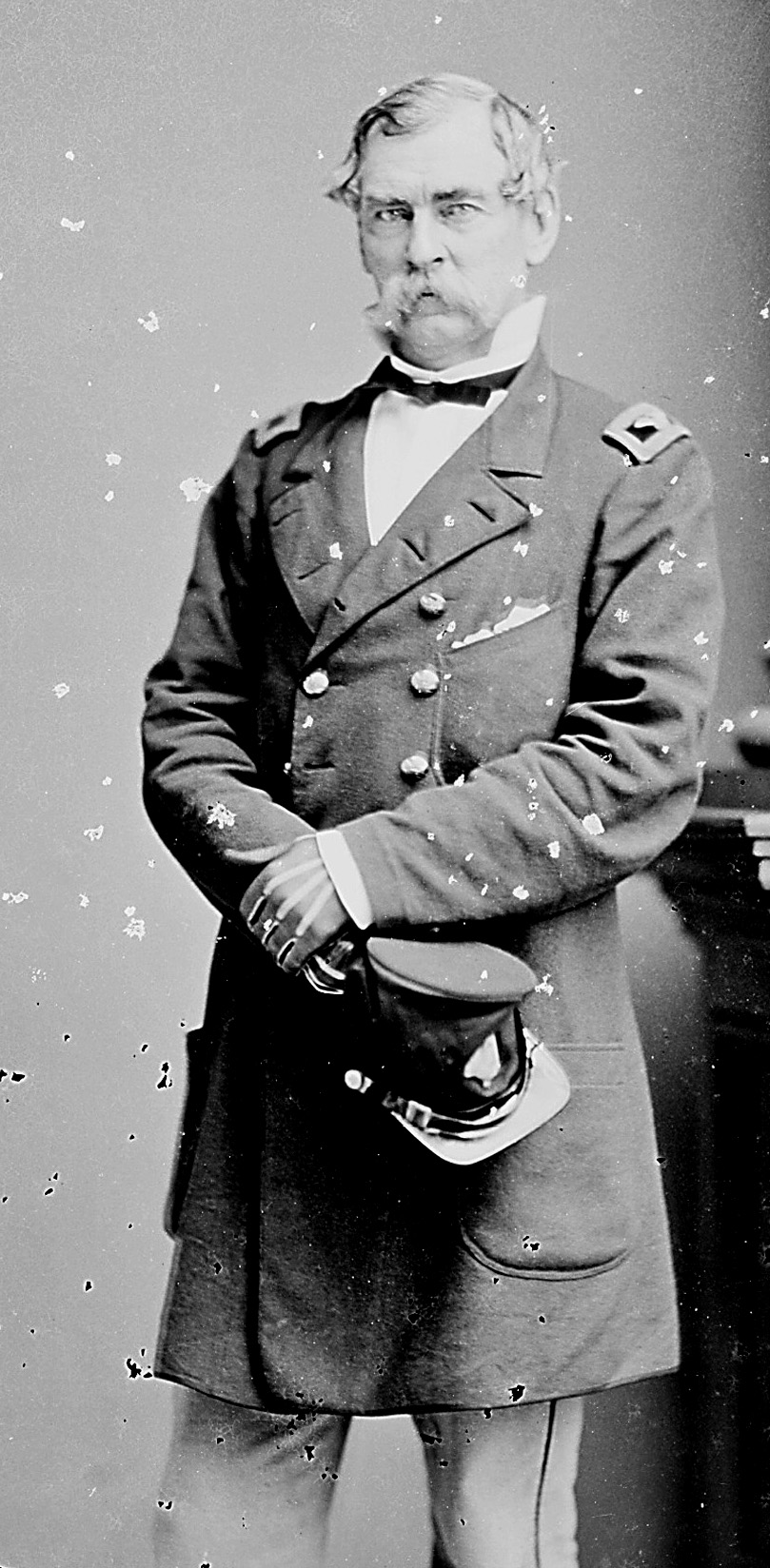
Il Comandante unionista Charles Ferguson Smith.

#### Da Paducah
- Comandante Charles Ferguson Smith.

| Brigate                                             | Reggimenti e Altri |
| --------------------------------------------------- | --- |
| 1ª Brigata Generale di brigata Eleazer Arthur Paine | - "9th Illinois Volunteer Infantry Regiment" (ferma di 3 anni) - "12th Illinois Volunteer Infantry Regiment" (ferma di 3 anni) - "40th Illinois Volunteer Infantry Regiment" - "41st Illinois Volunteer Infantry Regiment" - "Independent Illinois Volunteer Cavalry Companies": Capitano Christian Thielemann - "Buell's (Missouri) Battery" |
| 2 Brigata                                           | - "23rd Indiana Infantry Regiment": Colonnello William L. Sanderson |

#### Unità cooperativa non soggetta al comando di Grant, da Ironton a St. Francis River
- "41st Illinois Volunteer Infantry Regiment": Colonnello William Passmore Carlin

### Ordine di battaglia confederato

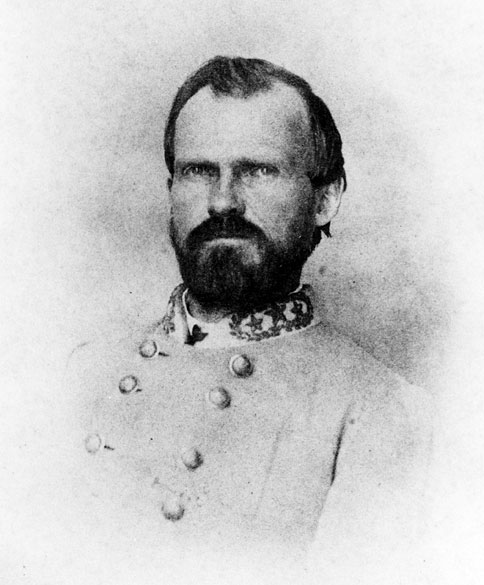
Il Colonnello confederato James Camp Tappan.

#### 1ª divisione, dipartimento ovest
- Maggiore generale Leonidas Polk.

Fonte:
| Brigate                                                                    | Reggimenti e Altri |
| -------------------------------------------------------------------------- | --- |
| Camp d'osservazione, Belmont Colonnello James Camp Tappan                  | - "13th Arkansas Infantry Regiment": Colonnello James C. Tappan - "1st Mississippi Cavalry Battalion": Tenente colonnello John H. Miller - "Watson Battery: Tenente colonnello Daniel Beltzhoover |
| Rinforzi condotti da B.G. Pillow Generale di brigata Gideon Johnson Pillow | - "12th Tennessee Infantry Regiment": Colonnello Robert M. Russell, Tenente colonnello Tyree Harris Bell - "13th Tennessee Infantry Regiment": Colonnello John Vines Wright, Tenente colonnello Alfred Jefferson Vaughan Jr. - "21st Tennessee": Colonnello Edward Pickett, Jr. - "22nd Tennessee Infantry Regiment": Colonnello Thomas J. Freeman |
| Unità inviate a B.G. Pillow                                                | - "11th Louisiana": Colonnello Samuel F. Marks, Tenente colonnello Robert H. Barrow - "1st Mississippi Battalion": Tenente colonnello Andrew K. Blythe - "2nd Tennessee": Colonnello J. Knox Walker, Tenente colonnello William B. Ross - "15th Tennessee Infantry Regiment": Colonnello Charles M. Carroll, Tenente colonnello Robert Charles Tyler - "154th Tennessee Infantry Regiment": Colonnello Preston Smith, Tenente colonnello Marcus Joseph Wright |
| Cavalleria                                                                 | - "Logwood's Tennessee Battalion": Tenente colonnello Thomas H. Logwood |
| Piroscafi                                                                  | - Charm: Capitano William L. Trask - Harry W. R. Hill: Capitano Tom H. Newel - Ingomar: Capitano Joe D. Clark - Kentucky: Capitano Billy Priest - Prince: Capitano B. J. Butler |
| Artiglieria [dalla costa del Kentucky]                                     | - "Bankhead's Tennessee Battery": Capitano Smith P. Bankhead - "Hamilton's Tennessee Battery": Capitano S. D. H. Hamilton - "Jackson's Light Battery": Tenente William W. Carnes - "Pointe Coupee Artillery": Capitano Richard A. Stewart - "Smith's Mississippi Light Battery": Capitano Melancthon Smith - "Stewart's Heavy Battery": Maggiore Alexander Peter Stewart                                                                                      |

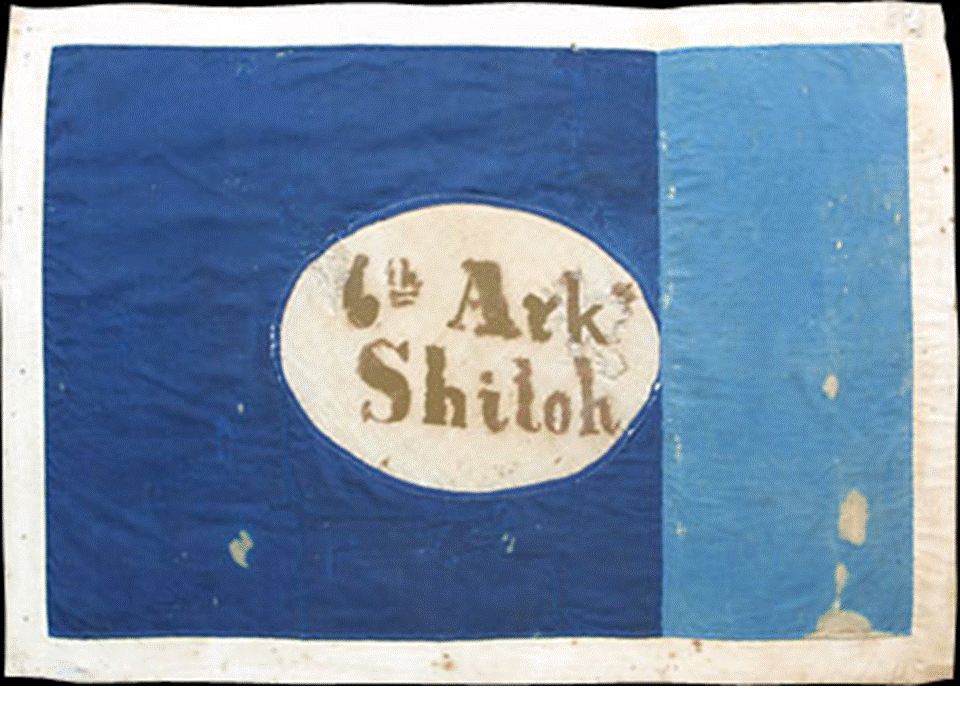
Vessillo del "6th Arkansas Infantry Regiment".

#### Unità di riserva nei pressi di Columbus
| Unità       | Reggimenti e Altri |
| ----------- | --- |
| Fanteria    | - "6th Arkansas Infantry Regiment": Colonnello Richard Lyon - "10th Arkansas Infantry Regiment": Colonnello Thomas D. Merrick - "12th Arkansas Infantry Regiment": Colonnello E. W. Gantt - "7th Kentucky Infantry": Colonnello Charles Wickliffe - "12th Louisiana": Colonnello Thomas M. Scott - "21st Louisiana Battalion (5th Louisiana Battalion)2: Tenente colonnello J. B. Kennedy - "9th Mississippi": Colonnello John M. Bradley - "22nd Mississippi": Colonnello D. W. C. Bonham - "25th Mississippi": Tenente colonnello Edward F. McGehee - "1st Missouri Infantry": Colonnello Lucius L. Rich - "4th Tennessee Infantry Regiment": Colonnello Rufus P. Neely - "5th Tennessee Infantry Regiment": Colonnello William E. Travis - "6th Tennessee": Colonnello William H. Stephens - "9th Tennessee Infantry Regiment": Colonnello Henry L. Douglass - "33rd Tennessee Infantry Regiment": Colonnello Alexander W. Campbell |
| Artiglieria | - "Hudson's Mississippi Battery": Capitano Clement L. Hudson - "Polk's Light Battery": Capitano Marshall T. Polk - "Williams' Tennessee Battery": Tenente Thomas F. Tobin |
| Cavalleria  | - "6th Tennessee Battalion": Tenente colonnello Thomas H. Logwood - "1st Mississippi Battalion": Tenente colonnello John H. Miller |

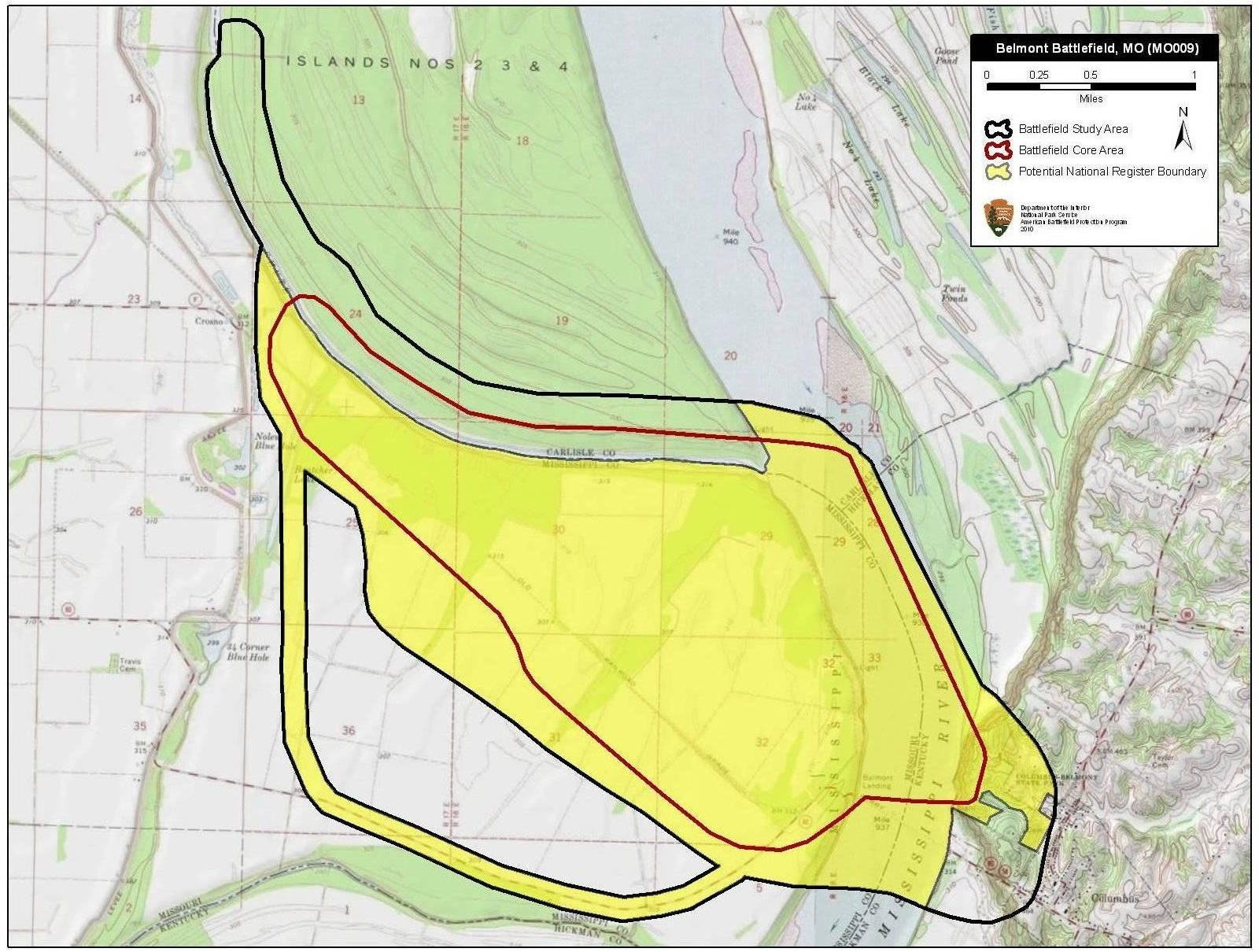
Area interessata dalla battaglia.

## Battaglia
Alle 8.30 di mattina del 7 novembre le forze di Grant sbarcarono alla "Hunter's Farm", 3 miglia a Nord di Belmont, al di fuori della portata delle 6 batterie pesanti di Columbus (un Columbiade da 10 pollici e obici da 11 pollici, il "Lady Polk" - uno dei più grandi cannoni allora in uso tra i confederati - più le carabine "Whitworth"). Marciando a Sud sull'unica via percorribile si dovette liberare le ostruzioni costituite dal legname sparso che formava un'Abbattuta.
A un miglio di distanza da Belmont formarono una linea di battaglia nel bel mezzo di un campo di grano, composta dal "22nd Illinois Volunteer Infantry Regiment", dal "7th Iowa Volunteer Infantry Regiment", dal "31st Illinois Volunteer Infantry Regiment", dal "30th Illinois Volunteer Infantry Regiment" ed infine anche dal "27th Illinois Volunteer Infantry Regiment" con l'aggiunta di una compagnia di cavalleria. La linea confederata, posizionata su una bassa cresta a Nord-ovest di Belmont da Nord a Sud, era composta dal "12th Tennessee Infantry", dal "13th Arkansas Infantry Regiment", dal "22nd Tennessee Infantry" dal "21st Tennessee Infantry" ed infine dal "13th Tennessee Infantry".
L'attacco di Grant si indirizzò verso le scaramucce e per il resto della mattina entrambi gli eserciti, composti per lo più da giovani reclute, avanzarono e ripiegarono ripetutamente. Alle due del pomeriggio i combattimenti divennero unilaterali quando la linea-cuscinetto cominciò a collassare, arretrando sempre più su Camp Johnston; la ritirata ordinata cominciò a farsi prendere dal panico quando 4 pezzi unionisti gettarono le loro palle sui soldati Sudisti. Il "31st Illinois" uccise dozzine di confederati, mentre gli altri attaccarono da tre lati entrando nel campo.
Abbandonate al loro destino divise ed artiglieria i sudisti corsero quindi verso le sponde del fiume nel disperato tentativo di trovare una via di scampo. Grant, costantemente in prima linea guidava i suoi uomini; il suo cavallo venne colpito e dovette montare su quello di un aiutante di campo per poter continuare a dirigere le operazioni di sfondamento del fronte. I soldati inesperti di Grant divennero, secondo le sue stesse parole, "demoralizzati dalla loro stessa vittoria".
McClernand si diresse verso il centro del campo, che ora poteva sventolare la bandiera a stelle e strisce, e richiese tre "Hurrah!". Un'atmosfera del tutto bizzarra, quasi simile ad un carnevale, s'impadronì delle truppe che si lasciarono improvvisamente trascinare dalla gioia della vittoria dopo essere riuscite a catturare centinaia di prigionieri. Per riprendere il controllo dei propri uomini, che stavano festeggiando col saccheggio, Grant ordinò che il campo fosse dato alle fiamme.
Nella confusione scaturita e tra il fumo accecante i soldati confedrati feriti in alcune delle tende rimasero accidentalmente bruciati vivi, causando però la convinzione tra i sudisti che fossero invece stati deliberatamente fatti assassinare.

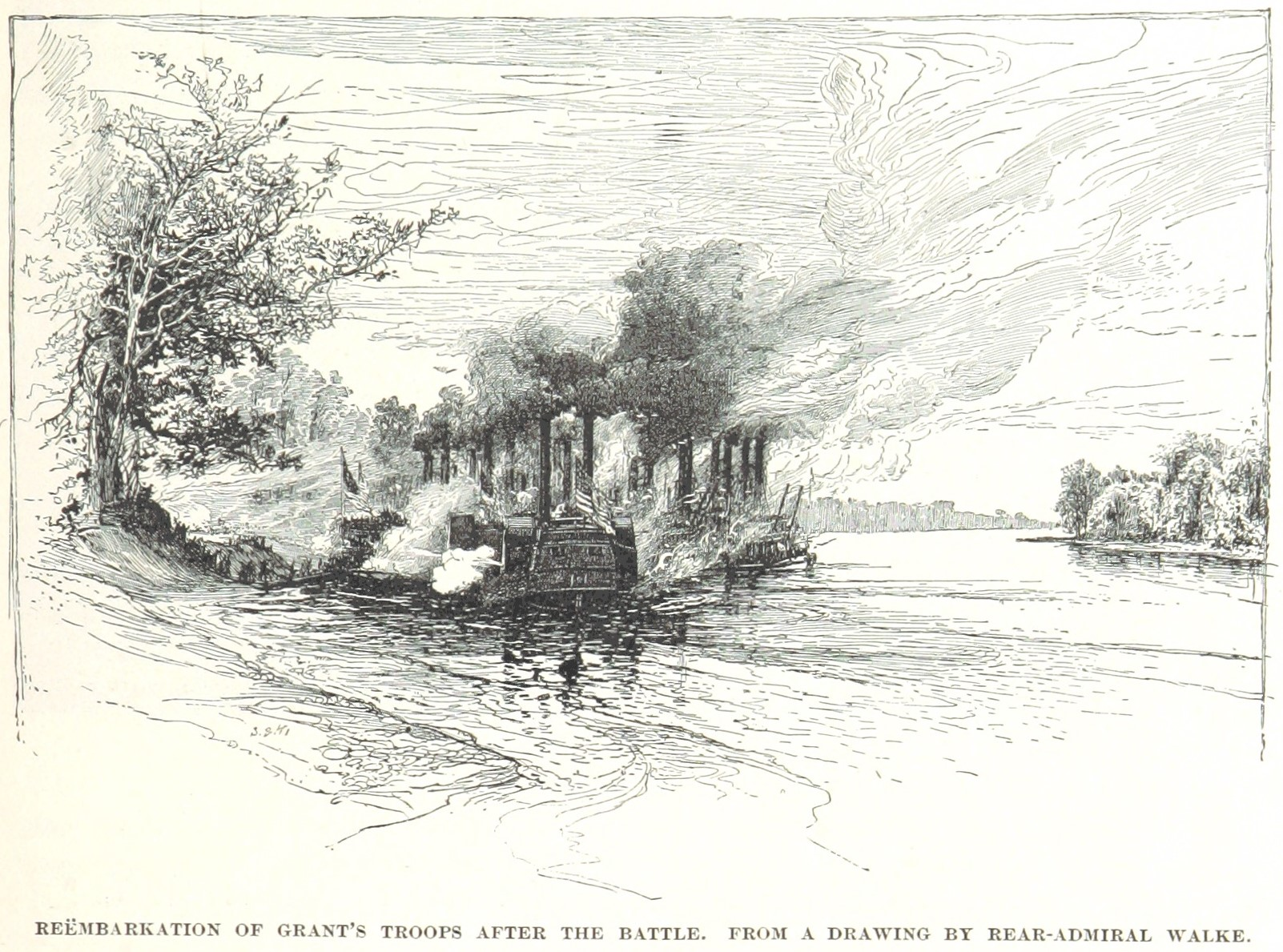
Le truppe di Grant si ritirano dopo la battaglia.

Gli unionisti iniziarono quindi a marciare verso i loro mezzi di trasporto, portando con loro due cannoncini e 106 prigionieri. Furono improvvisamente attaccati dai rinforzi nemici trasportati dalla Prince e dalla Charm, che minacciarono di tagliare la ritirata di Grant. Questi erano gli uomini della "15th Tennessee Infantry" e della "11th Louisiana Infantry" più la fanteria mista alla cui guida si trovava Benjamin F. Cheatham. In quel lasso di tempo L. Polk aveva attraversato il fiume da Columbus fino alla costa del Missouri e si era incaricato delle forze confederate durante i combattimenti.
Mentre gli uomini dell'Unione si voltavano per affrontare gli aggressori, il "Lady Polk" sparò tra le loro file da Colombus e numerosi altri cannoni aprirono il fuoco. Le cannoniere dell'Unione si scambiarono tutta una serie di colpi con le batterie confederate. Grant disse: "bene, dobbiamo tagliare la strada mentre ci apriamo il passaggio". Quando Grant raggiunse l'approdo, venne a sapere che un reggimento dell'Unione si era disperso; tornò quindi indietro al galoppo per cercarlo, ma trovò solo soldati confederati che si muovevano nella sua direzione.
Ruotò velocemente il cavallo e corse verso il fiume, ma vide che i capitani delle navi fluviali avevano già ordinato il lancio delle linee di ormeggio. Grant scrisse nelle sue memorie: "il capitano della barca che mi aveva appena respinto mi riconobbe e ordinò all'ingegnere di non avviare il motore: lui allora fece allungare una tavola per me, il mio cavallo sembrò per un breve istante prendere in considerazione la situazione. Le sue zampe anteriori scavalcarono la riva senza alcuna esitazione o sollecitazione e, con i posteriori ben piantati sotto di lui, scivolò lungo la riva e trotterellò a bordo".

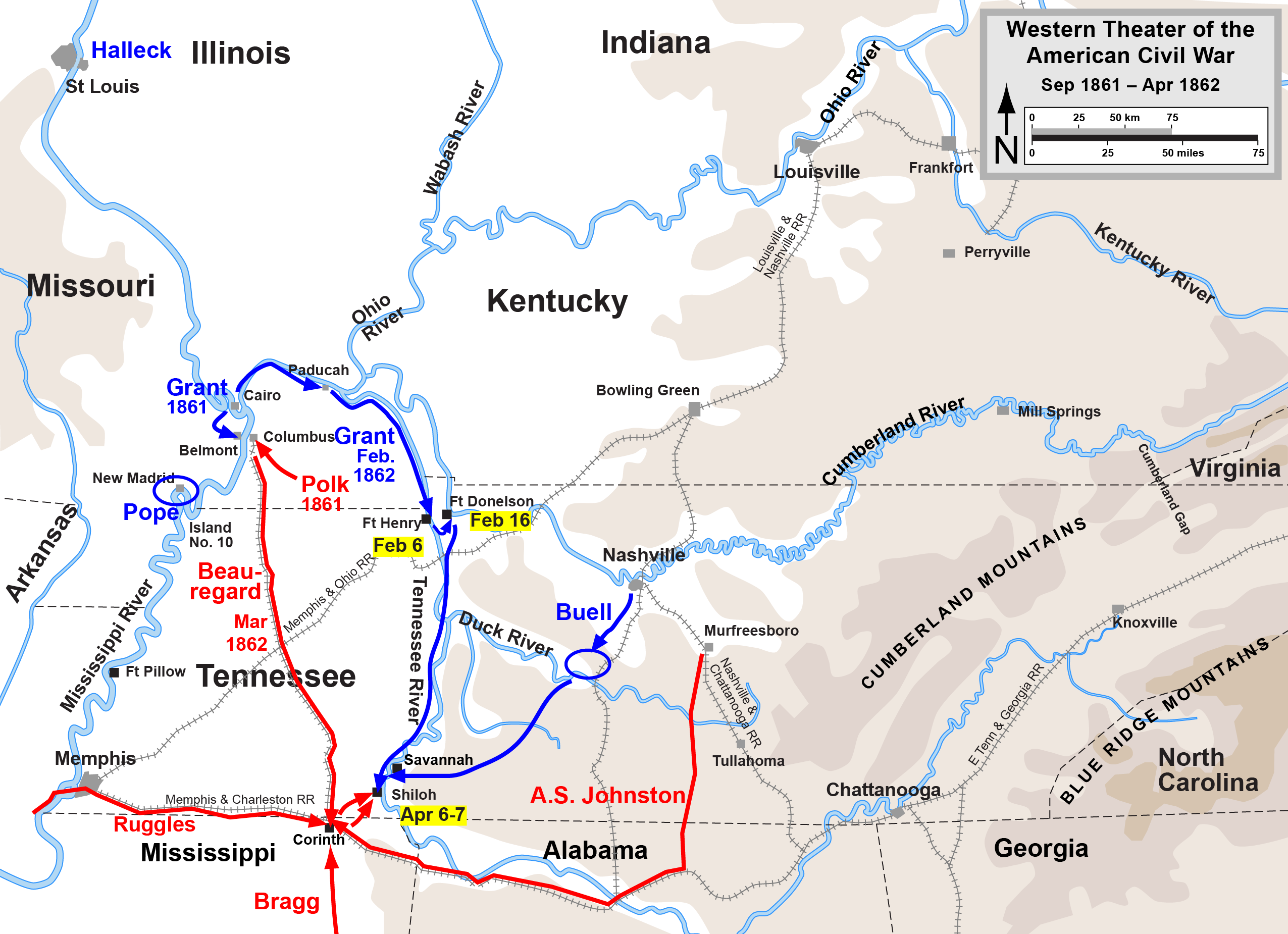
Schema da Belmont alla battaglia di Shiloh.

Mentre i battelli stavano tornando, il reggimento dell'Illinois scomparso fu visto marciare a monte e gli uomini vennero infine presi a bordo.

## Conseguenze
I Confederati considerarono Belmont una vittoria del Sud, poiché Grant aveva inscenato una dimostrazione di spavalderia ma era stato cacciato via. Le perdite dell'Unione ammontarono a 607 unità (120 morti, 383 feriti e 104 catturati o dispersi); le perdite avversarie furono leggermente superiori a 641 unità (105 morti, 419 feriti, 106 catturati e 11 dispersi).
Un risultato degno di nota della battaglia fu il combattimento e l'esperienza di comando di unità di grandi dimensioni ottenute da Grant; riuscì anche a dare al presidente Abraham Lincoln, che era disperato per i suoi eserciti i quali sembravano tentennare ad attaccare i confederati da qualsiasi luogo, un'impressione decisamente positiva del novello comandante.
Subito dopo seguiranno la battaglia di Fort Henry e la battaglia di Fort Donelson.

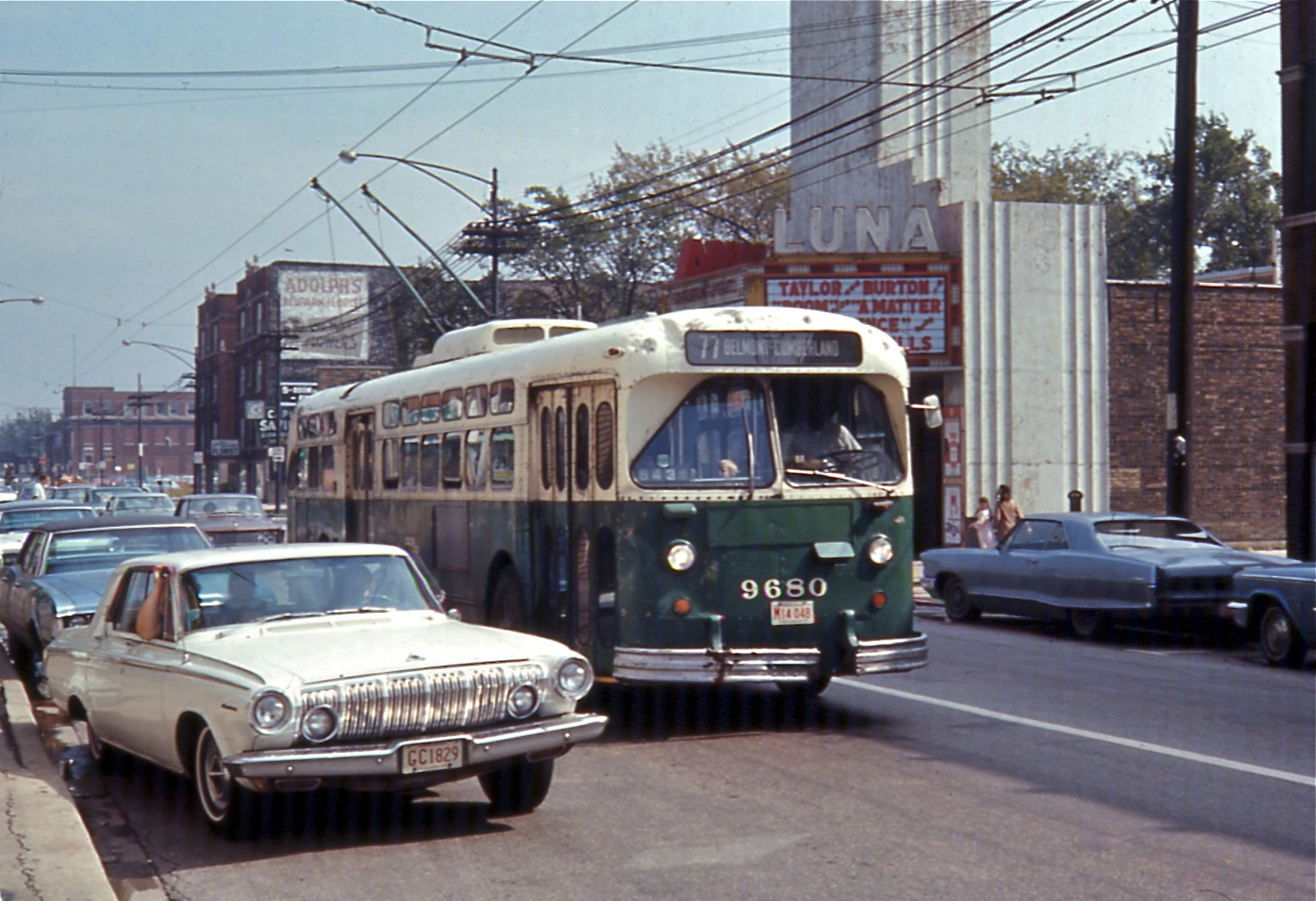
Un filobus nella "Belmont Avenue" a Chicago (1968).

"Belmont Avenue" a Chicago prende il nome da questa battaglia.

### Altre letture
- Catton, Bruce. Grant Moves South. Boston: Little, Brown & Co., 1960. ISBN 0-316-13207-1.
- Farina, William. Ulysses S. Grant, 1861–1864: His Rise from Obscurity to Military Greatness. Jefferson, NC: McFarland, 2007. ISBN 978-0-7864-2977-6.
- Grant, Ulysses S.  Personal Memoirs of U. S. Grant.. 2 vols. Charles L. Webster & Company, 1885–86. ISBN 0-914427-67-9.
- Smith, Jean Edward. Grant. New York: Simon & Schuster, 2001. ISBN 0-684-84927-5.